# Allium fethiyense
Allium fethiyense là một loài thực vật có hoa trong họ Amaryllidaceae. Loài này được Özhatay & B.Mathew mô tả khoa học đầu tiên năm 1995.